# チート
チート（英: cheat）とは騙す、欺くこと。コンピュータゲームにおいて、広義には制作者が意図しない方法や結果により使用者が意図的に公平性を損なわせる行為のこと。
狭義には、コンピュータゲームにおいて優位に進めるための（バグ等を用いた）不正行為またはハッキング行為のこと。
製作者が意図して組み込み・公開した機能は仕様でありチート行為とは称されないが、非公開機能や仕様バグ、実装バグを用いた「バグ技」はその名の通りチート行為である。
チート (cheat) の語源やその他用法については#語源と用法を参照。

## 概要
コンピュータゲームにおいて、不正なプログラムの実行を総じて「チート」と呼ぶ。一般には専用の改造ツールなどを使用するが（詳しくはこちらを参照）、外部ツールを用いる手法は、コンピュータの誤動作を誘発させる行為であるため、万が一故障してもメーカーは一切保証しておらず自己責任である。
技術手法以外に法的な妥当性が取り沙汰されることもある。技術的にチート行為が可能であっても、特にオンラインゲームにおけるチートは他のプレイヤーや運営会社に損害を与える場合もあり、ゲームの規約に違反する場合には不正行為であるだけでなく、不正アクセスとみなされる可能性もある。国の法律に違反する場合もあり、チートツールの販売者および使用者もアカウント停止だけでなく警察に摘発された例がある。（#対策と対応や#社会現象を参照）。
またオンラインゲーム以外（オフラインでのプレイ）におけるチートでも、後述するように著作物であるソフトウェア内容の改変とみなされたケースもある。
なお、意図しないバグの一種についてはチート行為の範疇には含まれない。コンピュータが外来ノイズなどで偶発的に誤動作を起こした場合、確率の問題からまれにそれが利用者にとって好ましい結果となりうるケースもあるが、これらはチート行為の範疇には含まれない。
チェス、囲碁、将棋では人間同士の対局においてコンピュータの手を参照（カンニング）する行為を「ソフト指し」と呼ぶ。

## 語源と用法
英語圏では、cheatは「ズル」や「騙す」ことを意味するごく一般的な単語であり、また日本語でいう「ペテン師」に相当する「不正を行う者」の俗称でもある。英語圏では浮気を意味する言葉としても広く使われている。
試験官を欺くことを意味するカンニングは和製英語で、英語では「cheating」と表現し、ポーカーではブラフなどを含む一種のテクニックで他のプレイヤーを欺く行為をcheatと呼ぶ。ウエイトトレーニングにおいては動作に反動をつけて楽をすることで通常よりも重い負荷でトレーニングをする行為をcheatingといい、コンピュータゲームにおいては、ハッキングなどでシステムを欺く行為をcheat（動詞）あるいはcheating（名詞）と呼ぶ。
なお、チートを行うプレイヤーのことをチーター（cheater）と呼ぶ。
「コンピュータがチートをする」などの用法については#コンピュータ側の「チート」を参照。

### サブカルチャー分野における用法
日本では2000年代後半からインターネット上で「チートを使ったように強すぎるキャラクター」という意味で「チート」ないし「チートキャラ」と表現する比喩的な用法が登場した。シモ・ヘイヘやハンス・ウルリッヒ・ルーデルといった実在の人物に対して使われるときには「リアルチート」という表現も存在した。
その後、ライトノベルやそれを原作とする漫画・アニメなどの作中において、主人公が異世界に転移・転生する際に、その世界の神が主人公にだけ特別に強力なスキルを授けたり、主人公が現代の進んだ知識を異世界に持ち込んだりすることを、「転生チート」「神様チート」「知識チート」などと表現するようになった。それらは正当な努力なしに破格の能力を得ることを「チート」にたとえたものである。

## 「改造」との違い
チートとしばしば同一視されるものにプログラムの「改造」（あるいは「拡張」）がある。「インチキ」「騙し」を強調するような場面でcheatを用いるのに対し、データを操作・改変すること自体に比重を置いて表現する場合は、MOD（modifyあるいはmodification：加減・修正）として区別する場合が多い。
パソコンゲームにおいては、リバースエンジニアリング手段が動作プラットフォームとなっているパソコンに組み込まれているため、8ビットパソコン（→8ビット御三家）の時代から改造手法などが「コンプティーク」をはじめとしたいわゆるパソコン雑誌に掲載されることもあった。
今日の市販パソコンゲームなどでも設定ファイルやセーブデータなどを改竄することでゲーム内容にそれなりの働き掛けを行うことが可能なゲームソフトもしばしばあり、ツールソフトウェア・改造ツールとも呼ばれる、そういった改造手法や改造用のプログラムを公表している個人も見受けられる。例えば、ファーストパーソン・シューティングの拡張データ、機能、音源フォーマットとしてMODが存在する。製作者の意図した範囲内でゲームを改造することをMODとして、作者が自ら拡張パックの一機能・MODツールやデータ編集手段を公式で提供する場合もある。
しかし、ゲーム製作者の意図しないレベルでゲームバランスを崩壊させる改造はやはり「cheat」、すなわちゲーム本来の遊び方から逸脱したプレイ手法・不正行為として非難される場合もある（特にネットワーク機能の存在するゲームにおいて顕著）。
なお、前述のように「作品として提供されているソフトウェアを部分的にせよ改竄する行為」で同一性保持権を損なう側面があり、実際に訴訟で争われた（下記）。すなわち既存の市販ゲーム（著作物1）に対して別のプログラム（著作物2）で介入し改変する目的で、著作物2を頒布することが同一性保持権の侵害にあたるかどうかという観点である。

## 「裏技」との違い
バグ技と異なり正規の実装である裏技（隠しコマンド）を用いる機能は、狭義においてチートの定義からは外れる。一方で非公開かつプレイヤーの使用を意図されていない機能に関しては、実装として存在していてもゲーム本来の公平性から逸脱するためチートと呼ばれる。
また一部のゲームにはプログラム内に一定の予定された機能として、「チートモード」と呼ばれていた付加機能が追加されている場合がまれにあった。これらはプログラム制作者が意図的にプログラムのおまけとして付加したものであるため、本来のチートとは意味が異なるが、元々のプログラムにはない使い方が提供されている。またPCゲームのコンソール画面から入力する、デバッグのために用いられるコンソールコマンドもこれに該当する。
こういった機能はゲーム本編をクリアしたり特定の条件を達成すると利用できるゲームが多い。
技量の低いプレイヤーでもゲームを楽しめるようにする手段として、ゲーム制作者がゲームに救済機能を搭載する場合もある。『グラディウス』のコナミコマンドが最初期の例で、最近ではパラドックスインタラクティブ社のゲーム『Europa Universalis』などがある。
特に遊び心のあるゲームソフトウェアメーカーは、これらの楽に遊べるモードをゲーム内に組み込みゲーム作品本体とは異なる楽しみ方を提供するなどしている。例えば、本来はシリアスなゲームなのに敵をコミカルなキャラクターに変更したり、主人公に着ぐるみを着せたりおかしなキャラクターに変更するといったものがある。また「ゴッドモード」や「アイテム使用無制限」、「一撃必殺」など、ゲームを非常に有利に進める条件を提供する機能の場合もある。所定の操作でそれら機能が働くものは隠しコマンドとも呼ばれる。

## さまざまなチート

### オンラインゲームとチート
他人との関係の発生しないオフラインでのチート行為と違い、オンラインゲームにおけるチート行為は、そこにビジネスモデルとその権利の侵害が発生する可能性があり、ゲーム制作会社と運営会社から問題視されることがある。
2000年代現在ではMMORPGや、その他プレイヤー同士でリアルタイムの対戦が可能ゲーム（レースゲーム、FPSなど）において、これらチート行為を行うことに絡む問題が発生している。
わかりやすい例としては、レースゲームで自分のレースカーが存在する座標を書き換えて、スタート直後に「ゴール前へ置く」（ゴール前にワープさせる）というチート行為が挙げられる。こうなると他のレース参加者はチート行為を行ったプレーヤーを絶対的に追い抜くことはできない。ほかにも走行時間の計測をスタート時から停止して走行させ、普通に走った場合では出ない「0.000秒」でゴールした場合、他のプレーヤーはチート行為のタイムを追い抜くことができない。また、各レースカーの性能を決定するデータが書き換えられ、本来のゲームでは絶対にありえない性能のレースカーをチート行為で作成した場合も不公正となる。これらの行為をゲーム提供側はバージョンアップやチート防止ソフトなどで防止策を組み込むことになる（ゲーム提供側の防止策については#対策と対応を参照）。
オンラインゲーム上のアイテムや、スマホアプリのアカウントを現金で売買するリアルマネートレーディング（RMT）と呼ばれる市場において、チート行為によって不正に入手したレアアイテム（またはレアアイテムを含むアカウント）を販売する者もいる。チート行為実行者が不正な手段でアイテムの売り上げを手にするほか、チートを行わない・それらによって作られたアイテムを購入しないプレーヤーから見て、不公正な状態になる。より多くのプレーヤーに楽しんでもらうためなどの理由でゲームバランスを調整するゲーム提供企業の意図を超えてアイテム流通量が増加し、ゲームのバランスを壊す可能性もある。結果的に、チートを行うプレーヤーの増加によりゲーム自体の魅力が損なわれ、一般プレーヤーが減少する可能性を指摘する声もある。

### シミュレーションとチート
シミュレーションゲームを含むコンピュータシミュレーションでチート行為を行った場合、当然ながら計算結果はシミュレーション制作者の意図したものと異なる。シミュレーションゲームではある仮定された現象にユーザーが特定要素を操作する形で現象に参加し、その結果の変化を楽しむ性格のコンピュータゲームではあるが、シミュレーション上におけるチート行為では、本来ユーザーが変更できない要素までをも（制作者が意図した範疇を超えて）操作可能になることから、愛好者筋においては批判的に認識される。一方でシミュレーション過程が難解で、ゲーム過程よりもエンディングなど結果だけを見ることを優先する欲求も存在する。しかしゲームの難易度によってはプレーヤー側が逆に不利になるチート行為で緊張感を楽しむ場合もある。
オフライン（シングルプレイ）の場合は、版権元（メーカー）がそういった操作を行ったユーザーを告訴することは第三者などへの頒布を伴わない限りあまりない。理由としては、前述の通り「オフラインならユーザーの自己責任で使って問題がないとされ、万が一意図しない不具合が発生しても開発者（デベロッパー）は責任を負わなくてよい」とする解釈も存在することや、「自己責任で正規に使用許諾を受けたプログラムをクラッキングをしても他人に影響を与えない」ことがあり、また取り締まるにも許諾元が改造の事実を知りうる可能性がまずないことがある。さらにメーカー自身が「チートモード」などと呼ぶ、ユーザーを楽しませるための「お楽しみ」機能を実装している場合もある。

### コンピュータ側の「チート」
以下に述べる「コンピュータ側のチート」は他で述べる「制作者の意図しない外部からの技術的操作」ではなく、制作者側が意図してプログラム中に組み込んでいるものである点が大きく異なる。プレーヤーに対抗するコンピュータ側、いわば仮想プレーヤーの思考を司るアルゴリズム設計の手法がまだ確立されていなかったり容量の限界で入らなかった時代から、このアルゴリズムの「弱さ」を他で補うために行われてきた。
具体的には、1980年代からしばらく麻雀対戦コンピュータゲームにおいて擬似乱数でいきなりコンピュータ側の勝ちを決定するなど粗雑なアルゴリズムが見られた。例えるなら、コンピュータ側が密かにさいころを振って、当たりが出れば牌の状態に関係なく麻雀勝負に無条件で勝つというものだ。作品によってはプレイ料金を取り、しかもコンピューターが役満など通常では成立しづらい役を何度も和了するゲームも存在したことから、麻雀ゲームのファンはこういったゲームシステムを「イカサマ」と呼んだ。後に、ハードウェア性能やプログラムの思考ルーチンが向上してくると、「イカサマなし」を売り文句にする麻雀ゲームも登場した。
そして、コンピューターの性能が段違いにアップしてきた2000年以降は、プレイヤーが負けてくるとアイテムを出して楽しくプレイさせたり、敵キャラクターを弱くするなどの救済措置を用意するのもある。
これらはゲームの難易度を調整するテクニックだが、プレイヤー側とコンピュータ側とで確かな不公平が存在することになり、行うほどにそれを増やしてしまう手法になるので、あまりにできが悪い場合はかえって難易度を下げるおそれもあるため、プレイヤーに問題視される。

## 技術手法
チートにはいくつかの手法が存在する。なお、ゲーム提供側の防止策については#対策と対応を参照。

### ハードウェアチート
外部周辺機器を使用したものをハードウェアチートと呼ぶことがある。例えば、連射機能付きゲームコントローラーや、マクロ機能のあるマウスやキーボードなどが上げられる。連射機能は、人力では不可能な速度で連打を行うため、格闘ゲームなどで気絶状態から瞬時に回復したり、FPSでは連射が効かないはずのセミオートライフルがフルオートなみに発射されることになる。マクロにコマンドを事前登録しておけば相手より先んじることが可能となる。
これらは、発見や対処が困難であり、また機能自体は不正かどうか曖昧であるために放置されがちだ。例えば、マウスのマクロ機能は、キーを連打するように設定しなければ、キーバインドの変更の範囲に収まるし、RTSやMMOではマクロ機能がゲーム側に備わっている場合もある。対処された例としては、『コール オブ デューティ ブラックオプス』で、セミオートライフルで一定速度以上で連射すると、弾詰まりが起こるように修正された例がある。
コンバーター（変換器）
近年のハードウェアチートの一種として、コンバーターと云われるものも存在する。これは主にコンシューマーゲーム機において、マウス・キーボードをコンバーターを経由させる事によってゲームパッドと誤認識させる装置である。これによって得られる機能は、操作性の優れたマウス・キーボードを使用しつつ、パッドでしか得られない効果を同時に発揮させる事ができる。使用例としては、特にFPSゲームというジャンルにおいて、ゲームパッドはマウスよりもエイム操作性が劣るため、その救済措置として敵に自動で照準を合わせるエイムアシストが備わっているゲームタイトルが多い。このエイムアシストは操作性の優れたマウス操作では無効化されるが、パッドと誤認識させるコンバーターを通す事によって、マウスで操作しているにも拘らずエイムアシストの恩恵を受ける事ができる。PCチーターと同様に、コンバーターも撃ち合いで圧倒的有利に働きゲームバランスが崩壊するため、オンラインFPSゲームで禁止されている場合が多い。

### ソフトウェアチート
主なものはマルチタスクオペレーティングシステム (OS) 等で、複数のプログラムを実行できる環境で行われるものが多いとされる。主に以下のような手法でプログラムの動作を操作する。
メモリハック
コンピュータは常に、プログラム内で一定のメモリエリアを確保して、実行に絡んで計算した結果や入力された値を、これらメモリに格納する。これら実行中のプログラムが確保中のメモリエリアに他のプログラムから干渉、その内容を書き換えることで実行される。このようして改竄されたメモリ内容を受け、プログラムが更に処理を続けた場合、プログラムの製作者が意図したのとは違う動作が行われる。これらの行為は、広義ではクラッキングとして扱われることもある。
イメージとしては、作業の進行に従って、いくつものメモを残している状態を想像してすると分かりやすい。作業中に作られたメモに他人が改竄を加える行為に当たる。メモに記載された商品発注の記載を書き換えられ、本来とは異なる商品を発注したり、必要な量以上の商品を発注したりという事態に繋がりかねない、という状態だ。
データファイルハック
プログラムによっては、実行結果をファイルの形でハードディスクやディスクドライブに記憶させる動作を行うものもあるが、このファイルを書き換える行為もチート行為に含まれる。通常、プログラムは様々な計算結果を、自身で利用しやすい形でファイルに出力するよう設計されているが、保存後のファイルをリバースエンジニアリングなどの手法で解析、プログラムを誤動作させるべくファイルを改竄する行為も、このチート行為の範疇だ。
プログラム終了後の静的な状態にあるファイル（セーブデータなど）を改変する場合は、メモリのように動的に変化するものが対象ではないため、より簡単・確実に狙った動作を誘発させやすいと言える。
パケットハック
オンラインゲームにおいては、ゲームプログラムが送受信するパケットを外部ツールを用いて改ざんする行為もチート行為の一種だ。
例えばFPSゲームで、本来プレイヤーが所持していない武器の銃弾を発射したり、他のプレイヤーが銃弾を発射したかのように誤解させる行為などだ。チャット機能が備わったオンラインゲームでは、発言時に表示されるプレイヤー名を改ざんし、他のプレイヤーになりすました発言を行うこともある。
チート対策でサーバー側を監視することは広く行われるが、パケットハックされた場合、サーバー側で受け取るパケットは正常なプレイ結果と見分けが付かない場合がある。
その他
この他、プログラムの動作に強制的に介入して、設計された実行速度よりも速い速度で動作させるアクセラレーターや、一定の動作を自動的に繰り返させるマクロも、単調な所定の動作を繰り返すことで経験値等が稼げるゲーム上ではチート行為の一種とされている。
ゲーム機本体の時計をいじって1日1回限りのイベントを何度も発生させたり日付、時間帯限定のイベントを即発生させる行為もチート扱いする場合もある。
音楽ゲームなどの1人用モードをオンライン上の高スコア目当てなどで複数人でプレイする行為を和尚と呼ぶ。ある音楽ゲームのプレイヤー「DJ OSHOW!」がこの反則行為を公言したことが名称の由来とされる。ランキングや自己ベストなどの影響を考慮して運営側から悪意があると認定された和尚行為は処分の対象となる。ただし、『pop'n music』などのように和尚行為を前提とし、それを制限事項としないタイトルも存在する。

## 対策と対応
ここでは、不正行為として行われるチートを防ぐため、ゲームを提供している企業側の対応や対策について述べる。
例えば、利用規約上でチートやバグ技を明確に禁止した上で、これに違反した場合はアカウントの抹消ないし停止などの処罰を課すなどの手段がある。実際にチートを行ったプレイヤーに対し、利用規約違反としてアクセス禁止やアカウント抹消・強制解約を実施した例もある。
一方で、チートを行ったプレイヤーをゲームから完全に締め出すのではなく、チートを行うプレイヤーにもゲームをプレイする一定の機会・権利を認めるゲームおよび提供企業もある。これらゲームでは「チートを行わないプレイヤー」と「チートを行うプレイヤー」を分けた環境を用意し、「チートを行ったプレイヤー」同士を「特定の環境に隔離」する対応などを実施している。
技術的な対策として、各プレイヤーのデータをチェックするプログラムをゲームソフトウェア内に追加したり、外部からはデータを不正に変更できないよう、通信の暗号化やデータをサーバで管理するなどの設計する様式が一般的だ。ウイルス対策などと同じく、オンラインゲームのプログラム実行中に常駐して、チートの原因となる不正行為を監視するアンチチートソフトウェア（例：『PunkBuster』）やメモリ上の数値を常時監視して不正が検知された場合に処理を停止させる機能を持ったゲームソフト（例：『メタルギアソリッド ポータブル・オプス+』）が存在する。だが、その一方でこれらのソフトウェアの脆弱性や欠陥を突いて、機能を無効にするなどの行為も存在する。チート行為の影響を、できるだけ小さくするためのサービスを提供したり、コンサルティングを実施している企業もある。
チート行為と防止策はいたちごっこの関係にあり、原理的に防ぐことができないことを指摘する声もある。
チートを行わないプレーヤーとチートを行うプレーヤーを分け、チートプレーヤー同士でのみ対戦できるようにしたゲームも存在し、『タイタンフォール』では公式ブログで「あなたは他のバンされたプレイヤーとエイムボットコンテストのウィンブルドンみたいな環境でプレイ出来る」と記すなど、アンチチート機能により一度チートを行っていると認識された後は、チートプレーヤー同士でしかマッチングしない仕様となっている。

## 社会現象
コンピュータが、特定のユーザーと一対一で作業している場合におけるチート行為は、その結果が狙った結果にせよチート失敗によるデータ破損によるプログラムの制御不能な暴走を含めて、ユーザー自身に責任があり、また他に迷惑が掛かる訳でもないため、社会的な問題とはならない。しかしオンラインゲームなど複数のプレーヤーが同じゲーム状況を共有するものでは、ネットワークで通信中の相手にも影響が出たり、アクセスしているサーバーに過剰な負担をかけるため、チート行為が成功している場合には不公正な状態に、失敗してプログラムの暴走が起こった場合には相手側もその異常動作の巻き添えを食う危険性がある。
オンラインゲームにおいては、チート行為によって不正に入手したレアアイテムをRMTと呼ばれる市場で売買する者もいる。（詳細は#オンラインゲームとチートを参照）
一部のゲームソフトには、発売から一定期間を経て詳細が公開されるコンテンツが含まれる場合があり、例えば日本においてはポケットモンスターシリーズにおける幻のポケモンが映画作品の公開に合わせてアンロックされた。こういった追加要素はプレーヤーを長く楽しませるための仕掛けであるが、中にはチート行為により正式解禁日前にこれらを解禁する者がおり、早い段階でネタバレしてしまうケースもあった。そのチート行為によって得た情報が、古くはゲーム雑誌、昨今では個人サイトや電子掲示板等で公開され、直接チートを使用しないユーザーにもネタバレの被害が及ぶこともある。ただしチート行為以外にも、商標登録の確認で幻のポケモンの名前をある程度推測することが可能であるなど、幻のポケモンの情報の露見のパターンはチートのみによる訳ではない。
チートは不正な行為として処罰の対象とされる場合もあるが、ツール類や操作手段を解説した本も販売されている。作者不詳のチートプログラムがインターネット上で流布されているが、これらチートプログラムと偽ってコンピュータウイルスやスパイウェアといったマルウェアも出回っている。
特に、オンラインゲームを含むサーバへの接続を前提としたサービスでは、クライアントソフトウェア（→端末）の改変による不正な情報の送信を行った場合に不正アクセスとみなされる場合もある。日本の場合、神奈川県警が2014年6月にゲーム改編のための不正プログラムの使用者に対し電子計算機損壊等業務妨害容疑を初めて適用し摘発を行っている。また2015年5月にはツールと称した不正プログラムの販売に対し不正競争防止法違反（技術的制限手段回避装置提供）容疑で兵庫県姫路市の30歳男性が摘発されている。
2018年4月、デルが中国北京で新製品発表会を行った際、『（チートプログラムを入れて楽しむ）狂ったゲーマーでさえも満足できる性能を実現する』と説明を行ったが、後に説明が適切でなかったとして撤回した。

## 事件となったチート行為
不正行為に該当する場合、ゲーム制作側の意図した内容を著しく損なう場合もあるため、事件として係争関係にも陥り、また法的規制が新設されることがある。
日本では以下で示すように、チート関連業者側が敗訴となった判例がある。一方、欧米でもチートをめぐって訴訟が行われたが、チート関連ツール関係者側の勝訴が定着する傾向にある。ただしeスポーツの大規模化に伴いチートツール制作者・使用者が逮捕されるなどチートへの目は厳しくなりつつある。

### デッド オア アライブ事件
2002年にはテクモ（現：コーエーテクモゲームス）が、同社が発売していた家庭用ゲーム機用対戦型格闘ゲーム『デッド オア アライブ2』のデータを改変し、特定の女性プレーヤーキャラクターをヌードでプレイできるチートプログラムを販売していたウエストサイド社に対し、翻案権または同一性保持権を侵害されたとして訴える事件が起こっている。同事件では「著作物の改変」が主に争われた。このプログラムは、ゲームのオープニングデモの中で演出のために一瞬登場する裸のキャラクター用に用意されていたキャラクターモデルをゲーム内で実際に使用できるようにしたものだ。
ウエストサイド側は「著作物本体には何ら変更は加えておらず、単にゲームソフトウェア内に元々存在していた裸のキャラクターのデータを呼び出せるようにしただけにすぎない」と反論した。
裁判は2004年に最高裁がウエストサイドの上告を棄却したことで地方裁判所の出したテクモの勝訴判決が確定した。各々のプレーヤーに、プログラムで本来提供されるべき「ゲーム」という一つの作品を、作為的に改変して提供できる行為を助長するプログラムをウエストサイド側が提供していたとして、200万円の損害賠償を命じた。

### Grand Theft Auto 性的シーン問題
2005年、暴力的なゲームを非難しているアメリカの団体、NIMF（全米家族メディア研究所）が世界的に人気の高いRockstar Games社のゲーム『Grand Theft Auto: San Andreas』のパソコン版が、特定のチートコードを使うことで性的なシーンが見られるとして批判声明を発表。元々同作の暴力的な内容に批判が多かったことから、この声明をきっかけとしてマスコミでも取り上げられる。
この報道がきっかけで日本でもゲームに対する規制論が高まり、チートを適用するのが不可能な家庭用ゲーム機版『Grand Theft Auto: San Andreas』の日本への移植が延期となったり、コンピュータエンターテインメントレーティング機構（CERO）の暴力ゲームへの規制に伴い、「Z」区分（18歳以上のみ対象）の新設で規制が強化されるなどといった影響があった。

### eスポーツとチート
バトルロイヤルゲームなど大人気作を中心としたeスポーツの発展・巨大産業化により個別の事件を列挙するには数が多すぎる程問題が発生している。後述のeスポーツの大規模化や配信人気の上昇により、無名の個人が興味本位や楽に勝ちたいというものに限らず、チートツールでランクを上げたアカウントの売買や有名eスポーツ選手が大会でチートツールを使用するなどの事件にも発展している。
どの作品でも、いかなる理由であれチートの制作・利用や前述したアカウントの売買は厳しく禁止されている上発覚時にはメーカーからは厳しい処分が下されている。場合によっては刑事訴訟もありうるため興味本位でも一切使用してはならない。具体的には使用者には有名・無名問わずアカウントBANはもちろん、大会シーンでの利用が発覚した場合は即座のチームもしくは個人の大会失格や賞金はく奪と今後の大会への出場禁止など徹底した処分が下される。またチートツール製作者やも販売者が逮捕される事例も発生している。

## 国内の主なチート対策関連企業
- サイファー・テック（CypherGuard AppTrusty）
- ハイパーテック（クラックプルーフゲームエディション）
- コーボー・ホールディングス（チート対策ソリューション）

## チートをテーマとした作品
- NHK Eテレ『ねほりんぱほりん』「元チーター」 2023年11月10日放送[26]